# ГЕС Мілнер
ГЕС Мілнер — гідроелектростанція у штаті Айдахо (Сполучені Штати Америки). Знаходячись між ГЕС Мінідока (13,6 МВт, вище по течії) та ГЕС Твін-Фоллс, входить до складу каскаду на річці Снейк, лівій притоці Колумбії (має устя на узбережжі Тихого океану на межі штатів Вашингтон і Орегон).
В 1905 році річку перекрили комбінованою греблею висотою 22 метри та довжиною 658 метрів, яка включає три земляні/кам'яно-накидні ділянки загальною довжиною 349 метрів, розділені бетонними секціями. Ця споруда утримує витягнуте по долині Снейк на 35 км водосховище з площею поверхні 16 км2 та об'ємом 48 млн м3 (корисний об'єм 42 млн м3), в якому припустиме коливання рівня між позначками 1255 та 1260 метрів НРМ.
Призначенням греблі було забезпечення зрошення 200 тисяч гектарів земель, для чого від споруди проклали три іригаційні канали, один з яких прямує по лівобережжю Снейк. На початку 1990-х з метою отримання коштів для реконструкції комплексу його власник вступив до спілки з компанією Idaho Power, яка отримала дозвіл на спорудження машинного залу. Останній розташували за 2,2 км від початку лівобережного каналу та обладнали двома турбінами типу Каплан потужністю 11,5 МВт та 46 МВт, які використовують напір у 48 метрів. Живлення гідроагрегатів відбувається за рахунок надлишкового ресурсу, який раніше випускали через водоскиди греблі. Тепер у багатоводний період частина води скидається з каналу назад до Снейк.